# Litsea saligna
Litsea saligna là loài thực vật có hoa trong họ Nguyệt quế. Loài này được (Nees) N.P. Balakr. miêu tả khoa học đầu tiên năm 1967.